# 11-а армия (Германска империя)
11-а армия (на немски: 11. Armee / Armeeoberkommando 11 / A.O.K. 11) е една от армиите на сухопътните войски на Райхсхера, сформирана през Първата световна война. Армията се отличава в боеве на Източния фронт и особено на Балканите, където в състава ѝ има предимно български военни части.

## Боен път

### Източният фронт
Единадесета армия е създадена в началото на 1915 година. За кратко участва в боевете на Западния фронт, сдържайки съглашенския натиск при Ипр. През април започва прехвърлянето на армията на Източния фронт. Първите ѝ дивизии пристигат на новото си местоназначение в Галиция на 21 април, а командването ѝ е поето от генерал-полковник Аугуст фон Макензен. В края на април австро-унгарската 4-та армия е подчинена на германския генерал и заедно с 11-а образува армейска група „Макензен“. През май двете армии осъществяват Горлицкия пробив и нанасят тежко поражение на противостоящите им руски сили, командвани от генерал Радко Димитриев. В следващите седмици германците и австрийците продължават победоносното си настъпление – преминават река Сан, превземат Пшемишъл, а на 22 юни и Лвов, което принуждава руснаците да изоставят цяла Галиция. След тези успехи Макензен е повишен в ранг фелдмаршал, а Централните сили започват общо настъпление по целия Източен фронт, довело до стратегическото отстъпление на цялата руска армия от Полша, Курландия и Литва.

#### Разписание
Към 1 май 1915 г. армията има следния състав:
| Бойно разписание на 11-а армия към 1 май 1915 г. | Бойно разписание на 11-а армия към 1 май 1915 г. | Бойно разписание на 11-а армия към 1 май 1915 г. | Бойно разписание на 11-а армия към 1 май 1915 г. | Бойно разписание на 11-а армия към 1 май 1915 г. | Бойно разписание на 11-а армия към 1 май 1915 г. | Бойно разписание на 11-а армия към 1 май 1915 г. | Бойно разписание на 11-а армия към 1 май 1915 г. | Бойно разписание на 11-а армия към 1 май 1915 г. |
| Армия                                            | Корпус                                           | Дивизия                                          | Батальони                                        | Ескадрони                                        | Батареи                                          | Пушки                                            | Саби                                             | Оръдия                                           |
| ------------------------------------------------ | ------------------------------------------------ | ------------------------------------------------ | ------------------------------------------------ | ------------------------------------------------ | ------------------------------------------------ | ------------------------------------------------ | ------------------------------------------------ | ------------------------------------------------ |
| 11-а армия                                       | Гвардейски корпус                                | 1-ва гвардейска пехотна дивизия                  | 12                                               | 3                                                | 12                                               | 9810                                             | 312                                              | 48                                               |
| 11-а армия                                       | Гвардейски корпус                                | 2-ра гвардейска пехотна дивизия                  | 12                                               | 3                                                | 12                                               | 10 812                                           | 306                                              | 48                                               |
| 11-а армия                                       | Гвардейски корпус                                | Други корпусни части                             |                                                  |                                                  | 7,5                                              |                                                  |                                                  | 26/18                                            |
| 11-а армия                                       | VI австро-унгарски корпус                        | 39-а хонведска пехотна дивизия                   | 12                                               | 2                                                | 13                                               | 14 455                                           | 345                                              | 64/6                                             |
| 11-а армия                                       | VI австро-унгарски корпус                        | 12-а пехотна дивизия                             | 16                                               | 2                                                | 13                                               | 15 235                                           | 272                                              | 66/10                                            |
| 11-а армия                                       | VI австро-унгарски корпус                        | Други корпусни части                             |                                                  | 2                                                | 0,5                                              | 664                                              | 280                                              | 2                                                |
| 11-а армия                                       | XLI резервен корпус                              | 81-ва резервна пехотна дивизия                   | 9                                                | 2                                                | 12                                               | 8441                                             | 208                                              | 48                                               |
| 11-а армия                                       | XLI резервен корпус                              | 82-ра резервнапехотна дивизия                    | 9                                                | 2                                                | 12                                               | 8716                                             | 204                                              | 48                                               |
| 11-а армия                                       | XLI резервен корпус                              | Други корпусни части                             |                                                  |                                                  | 7,5                                              |                                                  |                                                  | 30/18                                            |
| 11-а армия                                       | Сборен корпус                                    | 119-а пехотна дивизия                            | 9                                                | 3                                                | 7                                                | 8497                                             | 310                                              | 28                                               |
| 11-а армия                                       | Сборен корпус                                    | 11-а баварска пехотна дивизия                    | 9                                                | 3                                                | 7                                                | 9468                                             | 308                                              | 28                                               |
| 11-а армия                                       | Сборен корпус                                    | Други корпусни части                             |                                                  |                                                  | 15                                               |                                                  |                                                  | 60/18                                            |
| 11-а армия                                       | X корпус                                         | 19-а пехотна дивизия                             | 9                                                | 2                                                | 12                                               | 8107                                             | 204                                              | 48                                               |
| 11-а армия                                       | X корпус                                         | 20-а пехотна дивизия                             | 9                                                | 2                                                | 12                                               | 9968                                             | 208                                              | 48                                               |
| 11-а армия                                       | X корпус                                         | Други корпусни части                             |                                                  |                                                  | 3                                                |                                                  |                                                  | 12                                               |
| 11-а армия                                       |                                                  |                                                  | 106                                              | 26                                               | 145,5                                            | 104 173                                          | 2957                                             | 604/70[nb 1]                                     |

### Сръбската кампания
На 6 септември е сключена Плеската конвенция между Германия, Австро-Унгария и България, във връзка с което на 8 септември 1915 г. 11-а армия е разпусната на Източния фронт и формирана отново в южна Унгария на 23 септември с различен състав. За нов командир на армията е назначен генерала от артилерията Макс фон Галвиц. Заедно с австро-унгарската 3-та армия и българската 1-ва армия, армията е включена в новата група армии под началството на фелдмаршал Макензен, създадена за да нанесе окончателно поражение на сръбската армия.
На 6 октомври 1915 година започва артилерийската подготовка за настъплението на разположените по северния бряг на Дунав германска 11-армия и съюзна 3-та армия. На следващия ден, благодарение на добрата подготовка реката е премината без особени трудности и на 9 октомври Белград е превзет от германците. По-нататъшното настъпление на армията обаче продължава бавно, като поради лошите пътища и трудностите при строежа на нови мостове за повече от седмица напредъка възлиза на 8 до 15 километра на юг от Дунав. В известна степен това забавяне се дължи и на очакваната намеса в конфликта на българската армия. На 14 октомври България обявява война на Сърбия, което поставя сръбската армия пред трудното положение да води война на няколко фронта и я принуждава да започне планомерно оттегляне към вътрешността на страната. В началото на ноември 11-а германска и съюзената ѝ 1-ва българска армия изцяло овладяват долините на реките Морава и Нишава, като трайно установяват сухопътната връзка между Унгария и България, осъществявайки по този начин главната оперативна цел на армейската група „Макензен“ заложена в Плеската конвенция. Оттогава германското главно командване започва да изтегля цели корпуси от състава на 11-а армия и да ги праща на север, а на генерал Галвиц е наредено да продължи преследването на сърбите с оставащите му три пехотни дивизии. Това и други обстоятелства позволяват на сръбската армия да избегне обкръжение и да се оттегли към албанското крайбрежие, понасяйки много тежки загуби по пътя си.

#### Разписание
Точно преди началото на операцията срещу Сърбия армията има следния състав:
| Бойно разписание на 11-а армия към 6 октомври 1915 г. | Бойно разписание на 11-а армия към 6 октомври 1915 г. | Бойно разписание на 11-а армия към 6 октомври 1915 г. | Бойно разписание на 11-а армия към 6 октомври 1915 г. | Бойно разписание на 11-а армия към 6 октомври 1915 г. | Бойно разписание на 11-а армия към 6 октомври 1915 г. | Бойно разписание на 11-а армия към 6 октомври 1915 г. | Бойно разписание на 11-а армия към 6 октомври 1915 г. | Бойно разписание на 11-а армия към 6 октомври 1915 г. |
| Армия                                                 | Корпус                                                | Дивизия                                               | Батальони                                             | Ескадрони                                             | Батареи                                               | Пушки                                                 | Саби                                                  | Оръдия                                                |
| ----------------------------------------------------- | ----------------------------------------------------- | ----------------------------------------------------- | ----------------------------------------------------- | ----------------------------------------------------- | ----------------------------------------------------- | ----------------------------------------------------- | ----------------------------------------------------- | ----------------------------------------------------- |
| 11-а армия                                            | III корпус                                            | 6-а пехотна дивизия                                   | 9                                                     | 3                                                     | 15                                                    | 7000                                                  | 280                                                   | 60                                                    |
| 11-а армия                                            | III корпус                                            | 25-а резервна дивизия                                 | 9                                                     | 3                                                     | 15                                                    | 7260                                                  | 280                                                   | 72                                                    |
| 11-а армия                                            | III корпус                                            | Други корпусни части                                  | 3                                                     |                                                       | 6,5                                                   | 2400                                                  |                                                       | 24                                                    |
| 11-а армия                                            | IV резервен корпус                                    | 11-а баварска пехотна дивизия                         | 9                                                     | 2                                                     | 14                                                    | 9598                                                  | 200                                                   | 56                                                    |
| 11-а армия                                            | IV резервен корпус                                    | 105-а пехотна дивизия                                 | 9                                                     | 2                                                     | 13                                                    | 9249                                                  | 267                                                   | 52                                                    |
| 11-а армия                                            | IV резервен корпус                                    | 107-а пехотна дивизия                                 | 9                                                     | 2                                                     | 8                                                     | 8538                                                  | 232                                                   | 32                                                    |
| 11-а армия                                            | IV резервен корпус                                    | Други корпусни части                                  |                                                       |                                                       | 2                                                     |                                                       |                                                       | 5                                                     |
| 11-а армия                                            | X резервен корпус                                     | 103-та пехотна дивизия                                | 9                                                     | 2                                                     | 15                                                    | 9000                                                  | 200                                                   | 60                                                    |
| 11-а армия                                            | X резервен корпус                                     | 101-ва пехотна дивизия                                | 9                                                     | 2                                                     | 14                                                    | 9000                                                  | 200                                                   | 56                                                    |
| 11-а армия                                            | X резервен корпус                                     | Други корпусни части                                  |                                                       |                                                       | 12,5                                                  |                                                       |                                                       | 44                                                    |
| 11-а армия                                            | Група „Фюлйоп“                                        |                                                       | 6,5                                                   | 0,25                                                  | 6                                                     | 4901                                                  | 42                                                    | 22                                                    |
| 11-а армия                                            |                                                       |                                                       | 72,5                                                  | 16,25                                                 | 121                                                   | 66 946                                                | 1701                                                  | 483                                                   |

### Солунският фронт
При приключването на операциите срещу Сърбия и заемането на гръцката граница от българските войски главнокомандващия генерал Никола Жеков нарежда прегрупиране на сили, съгласно което в състава на по това време силно отслабената германска 11-а армия за първи път се включват големи български съединения в лицето на Пета пехотна дунавска дивизия. Тази дивизия, както и допълващите армията германски 4-ти резервен корпус (103-та и 101-ва дивизия) и 210-а сборна пехотна бригада, остават на подчинение на групата армии „Макензен“. През февруари 1916 година армията се спускат към гръцката граница и започва да сменят дотогава охраняващите я български части в долината на река Вардар и около Дойранското езеро, където се захваща с усилено укрепяване на новите си позиции. Поради непрестанно усилващата се съглашенска активност през април на 11-а армия е подчинена Девета плевенска пехотна дивизия и се създават смесени българо-германски части.
Към средата на август 1916 година 11-а армия се състои от три български (5-а, 9-а и 2-ра) и една германска (101-ва) пехотни дивизии и с бойната си сила от 62 пехотни батальона, 209 картечници 68 батареи и 6,5 ескадрона заема фронт с дължина 42 километра от връх Мала Рупа до Беласица. Начело на тези сили е генерал Арнолд фон Винклер, командвал дотогава 4-ти германски резервен корпус, който заменя още през март отзования на Западния фронт генерал Галвиц.[nb 1]
Между 8 и 18 август в участъка на армията около град Дойран и Дойранското езеро, поверен на 2-ра Тракийска дивизия, се разиграват сериозни сражения, които дават повод на българския главнокомандващ да нареди настъпление с българските и 1-ва и 2-ра армия на гръцка територия срещу крилата на съглашенските сили. След получаване съгласието и на немското командване се осъществяват двете операции получили наименованията Леринска (Чеганска) и Струмска, по време на които 11-а армия остава на своята отбранителна позиция. Това положение се задържа, дори когато на 29 август щабът на група армии Макензен предава командването на подчинените му две армии на българския главнокомандващ. Поради тази своя пасивност 11-а армията не е в състояние да помогне на затрудненото настъпление на 1-ва армия към Чеган, което позволява на съглашението не само да отблъсне атаките на последната, но и да концентрира почти половината от наличните си сили (102 батальона и 117 батареи от общо 200 батальона и 247 батареи), за да и нанесе контраудар.
На 12 септември съглашението започва своята офанзива с мощна атака срещу позиции на 1-ва армия на планината Малка Нидже и на Каймакчалан. Положението на българските сили скоро става тежко и дясното крило на армията е отхвърлено към Лерин. Отговорността за тази несполука се поема от генерал Бояджиев, който е сменен от генерал Гешов. Новият командир на 1-ва армия и пристигналите между 13 и 23 септември подкрепления от 10 батальона, 42 картечници и 22 оръдия успяват да задържат армията временно на укрепената леринска позиция. Предвид необходимостта и от бързото пристигане на германски подкрепления на 26 септември се извършва размяна на командванията на армиите, заемащи дясното крило и центъра на българските сили на Солунския фронт, като по този начин генерал Винклер поема командването на 1-ва армия, която се преименува на 11-а армия. Освен това в началото на октомври 11-а и 1-ва армия отново са обединени в армейска група, този път под началството на генерал Ото фон Белов. Въпреки това положението остава тежко и след падането на Каймакчалан е наредено ново отстъпление. В завоя на река Черна и на юг от Битоля се завързват продължителни и ожесточени сражения, които непрестанно поглъщат пристигащите подкрепления. В разгара на борбата, на 17 ноември генерал Винклер нарежда 11-а армия да се оттегли на силните позиции на север от Битоля и да остави града в ръцете на съглашенците. Това предизвиква остра реакция от страна на българския главнокомандващ, който обаче не успява да промени решението. На новите си позиции на север от града армията успява окончателно да спре настъплението и да сложи край на тримесечната съглашенска офанзива, струвала на България между 40 000 и 53 000 убити, ранени и изчезнали.
През пролетта на 1917 година 11-а армия е подложена на нова голяма съглашенска офанзива, но в боевете между Охридското и Преспанското езеро, при Битоля и в завоя на река Черна успя решително да отхвърли нападателите. С приключването и на главните операции срещу Румъния от северния фронт започва прехвърлянето на няколко български дивизии, които постепенно влизат в състава на армията. Това обаче се използва от немското командване за изтеглянето на все повече от германските сили на Македонския фронт. Така от първоначалните 18 немски, 3 турски и 2 австрийски батальона, и 84 батареи през 1918 година на фронта остават само 3 немски батальона с 51 батареи. Въпреки това германците запазват директен контрол върху голяма част от българската армия чрез щабовете на армейската група Шолц (създадена след като генерал Белов е отзован на Западния фронт през април 1917 година) и този на 11-а армия (от юни 1917 г. под началството на генерал Куно фон Щойбен).
Към края на лятото на 1918 година 11-а армия заема един извънредно дълъг фронт от 183 километра, разпрострял се от река Шкумба в Албания до връх Мала Рупа. За отбраната му тя разполага със 126 батальона (само 3 немски), 1401 картечници, 484 оръдия и 173 минохвъргачки, разделени в 2 корпуса (командвани от немски щабове), обединяващи седем пехотни дивизии. Именно срещу лявото крило на армията при Добро Поле е насочен главния удар на започналата на 15 септември 1918 година последна голяма съглашенска офанзива. Частите на 11-а армия, заемащи този участък от фронта се оказват твърде малобройни, за да се противопоставят ефективно на превъзхождащия ги в почти всяко отношение противник в резултат на, което се стига до пробива на Солунския фронт и последвалото скоро след това общо отстъпление на 11-а и 1-ва армия. На 29 септември България сключва Солунското примирие, с което излиза от войната и което лишава 11-а армия от почти целия ѝ състав. Мястото на българските дивизии е заето от пристигащите едва сега на помощ няколко немски дивизии (сред които и силно изтощения от битки на Западния фронт Алпийски корпус), които обаче съвсем не са в състояние да окажат сериозна съпротива на далеч по-многобройния противник. Така към 15 октомври в състава ѝ влизат IX австро-унгарски пехотен корпус (9-а и 30-а пехотни дивизии), 39-и пехотен корпус (Алпийския корпус и 219-а пехотна дивизия) и 53-ти корпус (217-а и 6-а резервна пехотна дивизия), като бойната сила възлиза на 33 200 пушки, 620 саби и 356 оръдия в 61,5 батальона, 7 ескадрона и 81 батареи.
В края на октомври армията е изтласкана дотолкова, че е принудена да се прехвърли на север от Дунав, в Унгария. На 4 ноември обаче Австро-Унгария капитулира и поема задължение да обезоръжи германските войски и ако те не напуснат Унгария до 20 ноември да ги интернира. На 11 ноември войната приключва, а до декември частите на 11-а армия са превозени обратно до Германия, като успяват да избегнат интерниране.

#### Разписание
В началото на септември 1918 г. армията има следния състав:
| Бойно разписание на 11-а армия към 14 септември 1918 г. | Бойно разписание на 11-а армия към 14 септември 1918 г. | Бойно разписание на 11-а армия към 14 септември 1918 г. | Бойно разписание на 11-а армия към 14 септември 1918 г. | Бойно разписание на 11-а армия към 14 септември 1918 г. | Бойно разписание на 11-а армия към 14 септември 1918 г. | Бойно разписание на 11-а армия към 14 септември 1918 г. | Бойно разписание на 11-а армия към 14 септември 1918 г. | Бойно разписание на 11-а армия към 14 септември 1918 г. |
| Армия                                                   | Корпус                                                  | Дивизия                                                 | Батальони                                               | Ескадрони                                               | Картечници                                              | Оръдия                                                  | Минохвъргачки                                           |                                                         |
| ------------------------------------------------------- | ------------------------------------------------------- | ------------------------------------------------------- | ------------------------------------------------------- | ------------------------------------------------------- | ------------------------------------------------------- | ------------------------------------------------------- | ------------------------------------------------------- | ------------------------------------------------------- |
| 11-а армия                                              | 62-ри корпус                                            | Сборна дивизия                                          | 23                                                      | 1                                                       | 225                                                     | 69                                                      | 42                                                      |                                                         |
| 11-а армия                                              | 62-ри корпус                                            | Шеста пехотна бдинска дивизия                           | 12                                                      | 1                                                       | 146                                                     | 58                                                      | 35                                                      |                                                         |
| 11-а армия                                              | 62-ри корпус                                            | Първа пехотна софийска дивизия                          | 15                                                      | 1                                                       | 197                                                     | 57                                                      | 28                                                      |                                                         |
| 11-а армия                                              | 61-ви корпус                                            | 302-ра пехотна дивизия                                  | 14                                                      | 2                                                       | 144                                                     | 63                                                      | 6                                                       |                                                         |
| 11-а армия                                              | 61-ви корпус                                            | Четвърта пехотна преславска дивизия                     | 12                                                      | 2                                                       | 137                                                     | 48                                                      |                                                         |                                                         |
| 11-а армия                                              | 61-ви корпус                                            | Втора пехотна тракийска дивизия                         | 18                                                      |                                                         | 222                                                     | 108                                                     | 30                                                      |                                                         |
| 11-а армия                                              | 61-ви корпус                                            | Трета пехотна балканска дивизия                         | 22                                                      | 1                                                       | 224                                                     | 77                                                      | 32                                                      |                                                         |
| 11-а армия                                              | Резерв на армията                                       |                                                         | 10                                                      |                                                         | 106                                                     |                                                         |                                                         |                                                         |
| 11-а армия                                              |                                                         |                                                         | 126                                                     | 8                                                       | 1401                                                    | 480                                                     | 173                                                     |                                                         |

## Командване

### Командири
- Фабек
(9 март 1915 – 16 април 1915)
- Макензен
(16 април 1915 – 23 септември 1915)
- Галвиц
(23 септември 1915 – 24 март 1916)
- Винклер
(24 март 1916 – 5 юни1917)
- Щойбен
(5 юни 1917 – 31 януари 1919)

### Началници на щаба
- Полковник Ханс фон Зеект (9 март 1915 – 8 септември 1915)
- Полковник Готфрид Маркуад (23 септември 1915 – 24 март 1916)
- Подполковник Фьолкерс (24 март 1916 – 22 ноември 1916)
- Подполковник Валтер Райнхарт (22 ноември 1916 – 10 февруари 1917)
- Подполковник Кирх (10 февруари 1917 – 27 юни 1918)
- Подполковник Лемерхирт (27 юни 1918 – 30 септември 1918)
- Подполковник Кирх (30 септември 1918 – 11 ноември 1918)